# آمستردام (ترانه ایمجین درگنز)
«آمستردام» (به انگلیسی: Amsterdam) ترانه‌ای سروده و ضبط شده از گروه موسیقی پاپ راک آمریکایی ایمجین درگنز است. این ترانه در ۴ سپتامبر ۲۰۱۲ به‌عنوان تک‌آهنگ تبلیغاتی برای آلبومشان دیدهای شبانه (۲۰۱۲) توسط اینترسکوپ رکوردز منتشر شد.